# Matt Whitaker Ransom

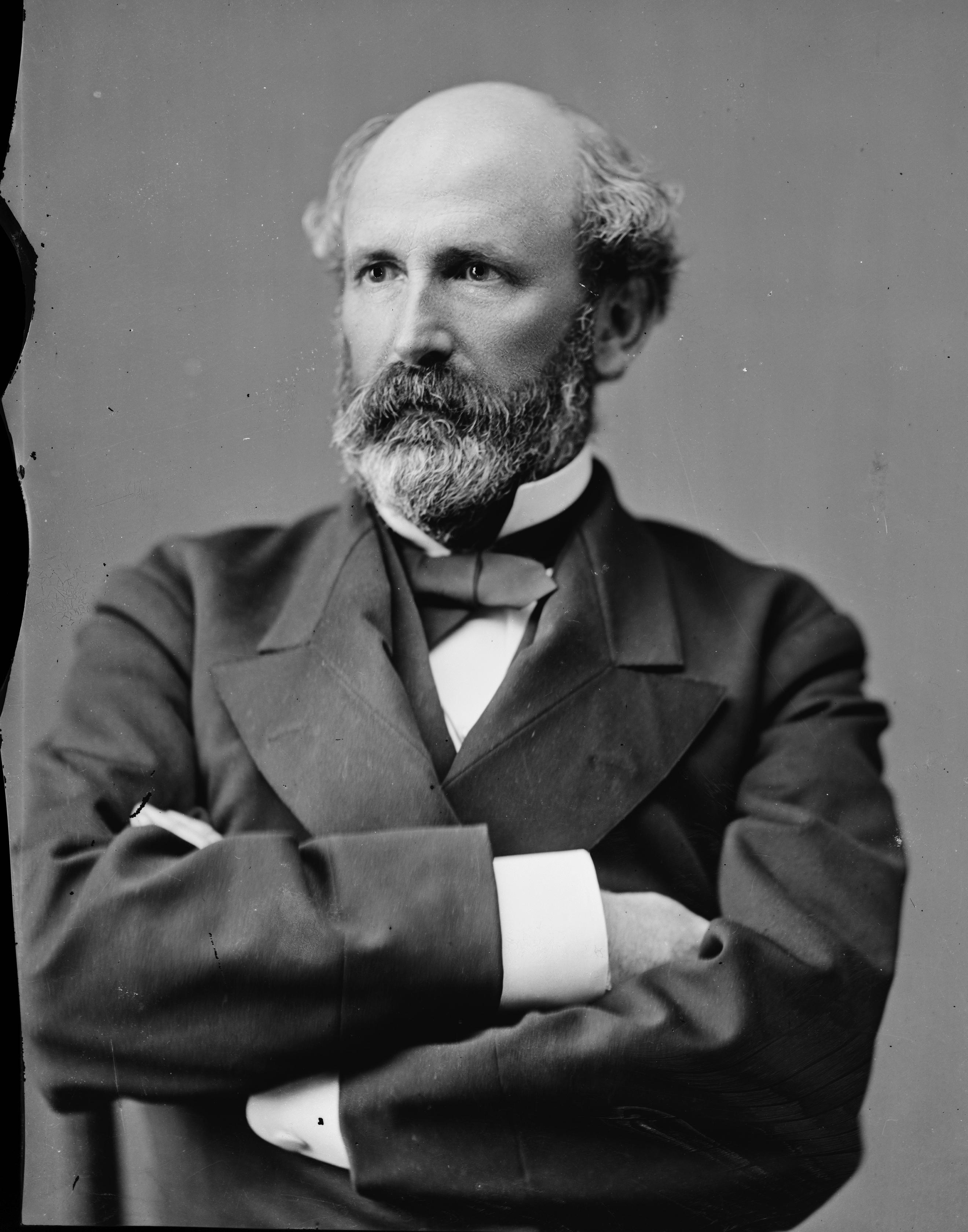
Matt Whitaker Ransom

Matt Whitaker Ransom (* 8. Oktober 1826 im Warren County, North Carolina; † 8. Oktober 1904 bei Garysburg, North Carolina) war ein General der Konföderiertenarmee im Amerikanischen Bürgerkrieg, der auch als US-Senator für North Carolina amtierte.

## Vor dem Bürgerkrieg
Matt Ransom besuchte eine Privatschule und später die University of North Carolina at Chapel Hill, an der er 1847 seinen Abschluss machte. Nach seinem Jura-Abschluss und der Aufnahme in die Anwaltskammer praktizierte er in Warrenton.
Von 1852 bis zu seinem Rücktritt 1855 fungierte Ransom als Attorney General von North Carolina. Dem Repräsentantenhaus des Staates gehörte er ab 1858 an, ehe er 1861 als einer von drei Gesandten North Carolinas zur Regierung der Konföderierten Staaten in Montgomery ausgewählt wurde.

## Militärische und politische Karriere
Nach Beginn des Bürgerkrieges trat Ransom der Confederate Army bei. Zunächst diente er im Rang eines Lieutenant Colonel, später wurde er zum Colonel des 35. Infanterieregiments befördert, das zur Brigade unter dem Befehl seines Bruders Robert gehörte. Dieser stieg bis zum Kriegsende zum Generalmajor auf. Am 13. Juni 1863 schließlich erfolgte für Matt Ransom die Beförderung zum Brigadegeneral. Er nahm an zahlreichen Schlachten teil und kapitulierte letztlich bei der Schlacht von Appomattox.
Nach Ende des Krieges zog Ransom nach Weldon, wo er als Pflanzer und Anwalt tätig war. 1872 wurde er für die Demokraten in den US-Senat in Washington gewählt, wo das Class-2-Mandat von North Carolina zuvor seit März 1871 vakant gewesen war. Nach seinem Amtsantritt am 30. Januar 1872 wurde er dreimal bestätigt und verblieb bis zum 3. März 1895 im Senat, als dessen Präsident pro tempore er für drei Tage zwischen dem 7. und dem 10. Januar 1895 fungierte.
Nach seinem Ausscheiden aus dem Senat wurde Matt Ransom zum US-Botschafter in Mexiko berufen. Er füllte dieses Amt zwei Jahre lang aus und kehrte dann auf seinen Gutshof Verona in North Carolina zurück, wo er noch ein wenig Landwirtschaft betrieb, ehe er im Jahr 1904 an seinem 78. Geburtstag verstarb.